# Kloster Escherde

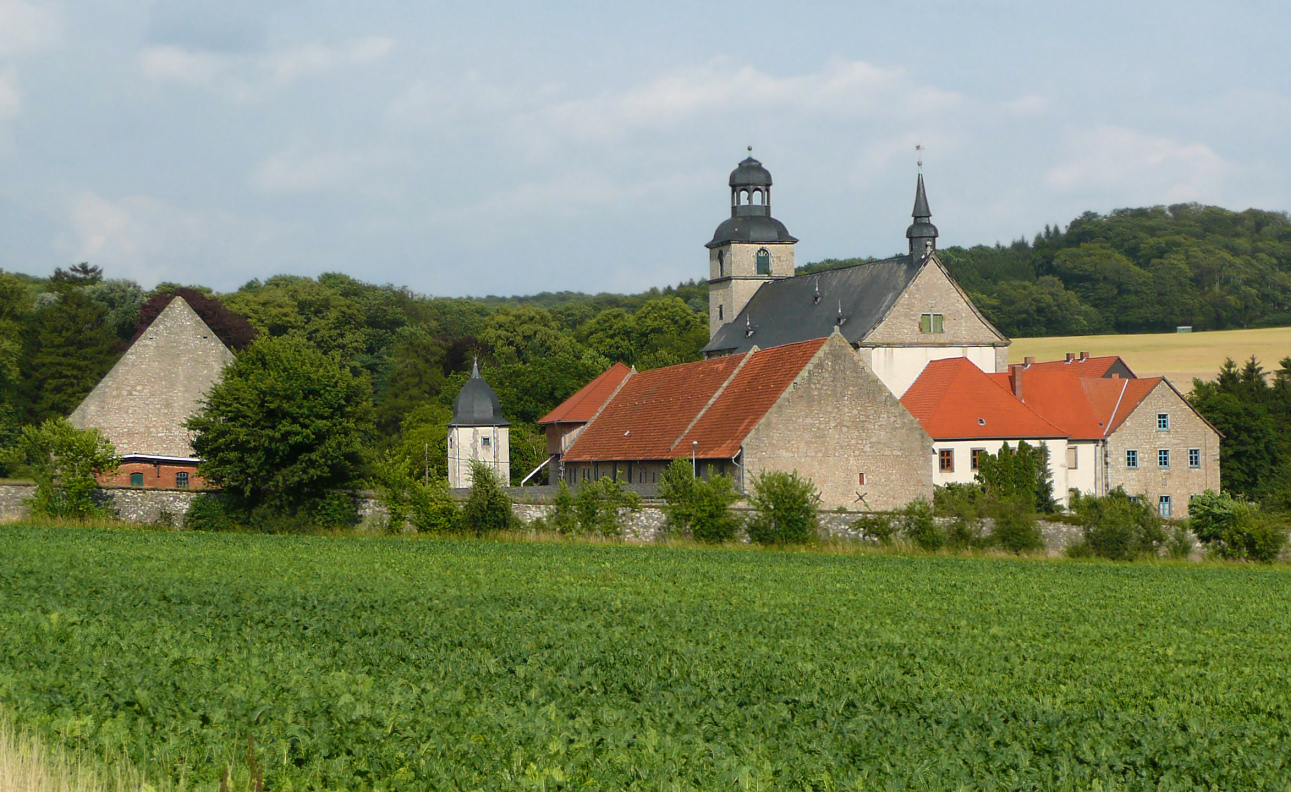
Kloster Escherde mit ehemaliger Klosterkirche

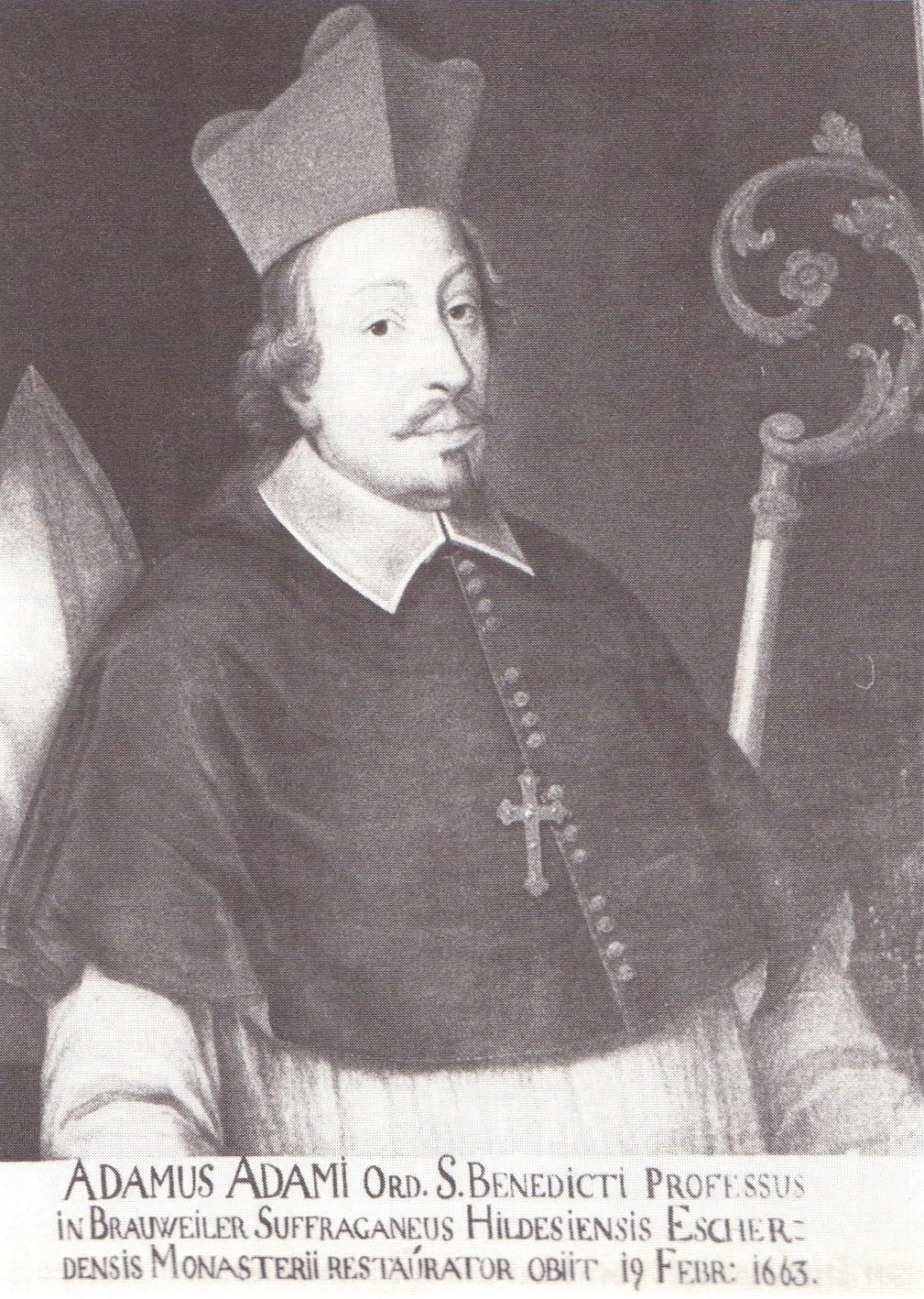
Weihbischof Adam Adami, † 1663, Escherdensis Monasterii restaurator („Wiederhersteller des Klosters Escherde“)

Das Kloster Escherde ist ein ehemaliges Benediktinerinnenkloster in Haus Escherde bei Hildesheim.

## Geschichte
Im Jahr 1203 stiftete Lippold von Escherde mit Bestätigung des Hildesheimer Bischofs Hartbert die Kirche und vier Hofstellen in Groß Escherde für die Gründung eines Benediktinerinnenklosters. 1236 wurde dieses Kloster an die heutige Stelle am Hildesheimer Wald verlegt, die damals Bovingehusen hieß. 1264 ist die Namensänderung in Escherte belegt.
1296 wurde das Kloster aus dem Pfarrverband Betheln und dem Archidiakonat ausgegliedert. Ein in Eddinghausen errichtetes Vorwerk wurde 1324 wieder aufgelöst. 1441 fand eine Reform durch Johannes Busch statt.
Durch den Quedlinburger Rezess von 1523 fiel das Kloster an das Fürstentum Calenberg und wurde in ein evangelisches Damenstift umgewandelt. In den Wirren des Dreißigjährigen Krieges verließen die letzten Stiftsdamen das Kloster. 1641 brannten die Gebäude nieder.
Mit der Wiederherstellung des Großen Stifts Hildesheim 1643 kam Kloster Escherde wieder unter fürstbischöfliche Herrschaft. Weihbischof Adam Adami, der im Auftrag von Bischof Maximilian Heinrich von Bayern das Hochstift verwaltete, betrieb mit großem Einsatz die Wiederherstellung von Kloster Escherde. Es gelang, die aufgelaufene Schuldenlast abzutragen. Benediktinerinnen aus Hamersleben bildeten den ersten neuen Konvent. Wirtschafts- und Konventsgebäude wurden wiederaufgebaut. 1685 war die barocke Klosterkirche St. Marien nach Plänen des hannoverschen Hofmaurermeisters Giuseppe Crotogino vollendet. Ab 1709 wurde das Kloster mit einer großen Steinmauer umgeben und erhielt ein Torhaus. Die Kirche war jetzt zugleich Pfarrkirche für die katholischen Gutsarbeiter und die wenigen Katholiken der umliegenden Dörfer.
Im Zuge der Säkularisation wurde der Benediktinerinnenkonvent 1810 aufgelöst und der Klosterbesitz verkauft. 1838 wurde das ehemalige Kloster Staatsdomäne. Die Ortschaft erhielt den Namen Haus Escherde. Auch die katholische Pfarrei wurde aufgehoben. Die Kirche wurde profaniert und als landwirtschaftlicher Speicher genutzt. Das Inventar kam in andere Kirchen. Der Hochaltar befindet sich heute in der katholischen Kirche St. Marien in Mehle.
Die historische Klosteranlage mit ihrer umgebenden Steinmauer ist weitgehend erhalten. Das Kirchengebäude ist ein in 6 Joche unterteilter Raum mit Tonnengewölbe, an den im Osten ein zweijochiger Chor ansetzt. Der Turm ist quadratisch. Das Satteldach weist Gauben auf.

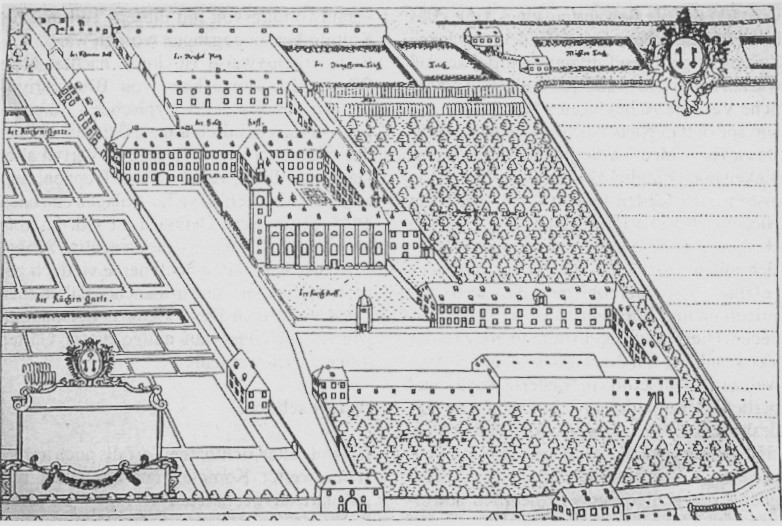
Haus Escherde, perspektivische Darstellung des Klostergutes mit den Gärten (um 1720)

## Park
Der Park östlich der alten Klosterbauten entstand als französischer Barockgarten  im frühen 18. Jahrhundert. Er war bis zur Mitte des 20. Jahrhunderts ein beliebtes Ausflugsziel für Hildesheimer Bürger. Zu dieser Zeit war der Park öffentlich zugänglich und gut gepflegt. Er wurde durch Wege erschlossen, die von den ehemaligen Klostergebäuden über die vorgelagerten Freiflächen in den angrenzenden Waldpark führten. Erkennbar war zu dieser Zeit auch noch die zentrale Wegeachse des ehemaligen Barockgartens. Seit Ende des 20. Jahrhunderts beweiden Schafe das ehemalige Parterre. Heute bestehen noch der frühere Barockbrunnen, Reste der Graft, die das Gartenparterre auf drei Seiten umschloss, steinerne Barockfiguren (unter anderem Apollo, Flora und Aphrodite) sowie Reste einer Kaskade und einer Allee. Gewaltige Blutbuchen weisen gemeinsam mit anderen alten Bäumen darauf hin, dass der um 1720 entstandene Barockgarten während des frühen 19. Jahrhunderts unter Staatsrat Graf Paul von Merveldt dem Zeitgeschmack entsprechend größtenteils in einen englischen Landschaftspark umgewandelt wurde.